# Uhličitan barnatý
Uhličitan barnatý je anorganická sloučenina se vzorcem BaCO3, barnatá sůl kyseliny uhličité. V přírodě se vyskytuje v podobě nerostu witheritu. Používá se jako rodenticid, do cihel, keramických glazur a cementů.

## Krystalické modifikace
Uhličitan barnatý krystalizuje ve 3 rozdílných krystalických modifikacích, které se označují jako modifikace α, modifikace β a modifikace γ. Modifikace α je nejstabilnější a za vyšší teploty na ni přechází zbývající 2. Má krychlovou (kubickou) strukturu. Modifikace β je méně stabilní než α, ale stabilnější než γ. Krystaly v ní mají šesterečné (hexagonální) uspořádání. Modifikace γ krystalizuje v kosočtverečném (orthorhombickém) systému. Krystaly jsou neměnně zdvojeny do skupin po třech, takže tvoří pseudošestistěn, který trochu připomíná bipyramidální krystaly křemene. Čela jsou obvykle hrubá a vodorovně brázděná. V této modifikaci krystaluje minerál witherit a je nejméně stabilní.

## Výskyt v přírodě
Minerál witherit je pojmenován po Williamu Witheringovi, který ho v roce 1784 chemicky odlišil od barytů. Vyskytuje se v žilách olověné rudy u Hexhamu v Northumberlandu, Alstonu v Cumbrii, Anglezarku, poblíž Chorley v Lancashire a na několika dalších místech. Witherit lze snadno převést na síran barnatý působením vody s obsahem síranu vápenatého, proto jsou krystaly witheritu často pokryty krustou barytu. Witherit je hlavním zdrojem barnatých solí a ve významnějších množstvích se těží v Northumberlandu.

## Příprava
Uhličitan barnatý se komerčně vyrábí ze sulfidu barnatého, buď pomocí uhličitanu sodného při 60 až 70 °C nebo průchodem oxidu uhličitého při 40 až 90 °C.
V prvním procesu (sodném) se tuhý nebo rozpuštěný uhličitan sodný přidává do roztoku, sraženina uhličitanu barnatého se odfiltruje, propere a vysuší.

## Reakce
Uhličitan barnatý reaguje s kyselinami, například kyselinou chlorovodíkovou, za vzniku oxidu uhličitého, vody a rozpustných solí barya, například chloridu barnatého:
{\displaystyle {\mathsf {BaCO_{3}\,(s)+2\,HCl\,(aq)\ \to \ BaCl_{2}\,(aq)+CO_{2}\,(g)+H_{2}O\,(l)}}}
Reakce s kyselinou sírovou je však slabá, protože síran barnatý je prakticky nerozpustný.

## Použití
Uhličitan barnatý se široce používá v keramickém průmyslu jako součást glazur. Působí jako tavidlo, zmatňující a krystalizační činidlo, s některými barevnými oxidy také tvoří unikátní barvy, které nelze snadno získat jiným způsobem. Takové použití je poněkud kontroverzní, protože existují názory, že se může z glazur vyplavovat do jídel a nápojů. Pro bezpečnější použití se často využívá fritovaná forma BaO.
U cihel, dlaždic a v průmyslu kameniny a keramiky se uhličitan barnatý přidává do hlíny s cílem vysrážet rozpustné soli (síran vápenatý a hořečnatý) a způsobit eflorescenci.
Uhličitan barnatý se používá jako rodenticid, při výrobě skla a porcelánu, dříve také při rafinaci cukru. Využívá se i pro ovládání poměru chromanu k síranu v lázních pro elektrochemické chromování.